# Male Vrhe
Male Vrhe este o localitate din comuna Ivančna Gorica, Slovenia, cu o populație de 24 de locuitori.